# حقوق الإنسان في ألمانيا
تتمتع حقوق الإنسان في ألمانيا بمستوى عال من الحماية، نظريًا وعمليًا، وهي مكرسة في الدستور الألماني «القانون الأساسي لجمهورية ألمانيا الاتحادية». صادقت الدولة على معظم معاهدات حقوق الإنسان الدولية. تشير تقارير المنظمات المستقلة كمنظمة العفو الدولية إلى مستوى عال من الامتثال لحقوق الإنسان في ألمانيا، مع الإشارة إلى عدة قضايا، تتعلق بوحشية الشرطة وسوء معاملة اللاجئين. في تقرير «الحرية في العالم» عام 2008 الصادر عن فريدم هاوس «بيت الحرية» الذي تموله الولايات المتحدة، حصلت ألمانيا على الدرجة 1 (وهي الأفضل) لكل من الحقوق السياسية والحريات المدنية.

## القانون
يركز دستور ألمانيا الذي دخل حيز التنفيذ في 8 مايو 1949 بشكل خاص على حقوق الإنسان، العبارة الأولى فيه: «كرامة الإنسان مصونة»، تُفسر بأن الدستور يحمي مجموع الحقوق الإنسانية. هذه الفقرة محمية من خلال «بند الخلود» ولا يمكن تغييرها. ولها آثار واسعة في الممارسة القضائية، فاستخدمت مثلًا في تبرير الحق في التقرير الذاتي للمعلومات في استنتاج صدر عام 1983 من المحكمة الدستورية الفيدرالية في ألمانيا.
بعد التجارب من جمهورية فايمار، ترى ألمانيا نفسها دولة ديمقراطية محصنة: الأفعال الهادفة إلى إزالة النظام الديمقراطي لا تشملها حقوق الإنسان.
يضمن الدستور كل الحقوق الواردة في الإعلان العالمي لحقوق الإنسان (والذي لا يعد بحد ذاته ملزمًا قانونيًا) باستثناء حق اللجوء غير المحدود.
يسمح التصديق على الاتفاقية الأوروبية لحقوق الإنسان للمواطنين باللجوء إلى المحكمة الأوروبية لحقوق الإنسان لتقديم الاستئناف.
أُسست الخدمة العسكرية الإلزامية للمواطنين الذكور في عام 1956. ويمكن للمعترضين على الخدمة العسكرية بدافع من الضمير أن يختاروا تأدية الخدمة المدنية بدلًا من العسكرية. خلال فترة الخدمة العسكرية أو المدنية تُعلق بعض الحقوق كحق حرية التنقل. اعتبارًا من 1 يوليو 2011 لم يعد للحكومة الصلاحية في فرض الخدمة، لذلك تعد الخدمة العسكرية في الوقت الراهن في ألمانيا بحكم الطوعية. ولا توجد خطط لإلغاء القوانين التي تسمح بالتجنيد.

## المعاهدات
ألمانيا عضو في مجلس حقوق الإنسان التابع للأمم المتحدة. تعترف بالولاية القضائية للمحكمة الجنائية الدولية.
| مشاركة ألمانيا        | المعاهدات الأساسية لمجلس أوروبا                                              | مشاركة ألمانيا        | المعاهدات الأساسية للأمم المتحدة                                                     |
| صدق عليه في عام 1952  | الاتفاقية الأوروبية لحقوق الإنسان (ECHR)                                     | صدق عليها في عام 1969 | اتفاقية القضاء على جميع أشكال التمييز العنصري                                        |
| صدق عليه في عام 1957  | البروتوكول 1 (ECHR)                                                          | صدق عليه في عام 1973  | العهد الدولي الخاص بالحقوق المدنية والسياسية (ICCPR)                                 |
| صدق عليه في عام 1968  | البروتوكول 4 (ECHR)                                                          | تاريخ الانضمام 1993   | البروتوكول الاختياري الأول (ICCPR)                                                   |
| صدق عليه في عام 1989  | البروتوكول 6 (ECHR)                                                          | صدق عليه في عام 1992  | البروتوكول الاختياري الثاني (ICCPR)                                                  |
| وقع في عام 1985       | البروتوكول 7 (ECHR)                                                          | صدق عليه في عام 1973  | العهد الدولي الخاص بالحقوق الاقتصادية والاجتماعية والثقافية                          |
| وقع في عام 2000       | البروتوكول 12 (ECHR)                                                         | صدق عليها في عام 1985 | اتفاقية القضاء على جميع أشكال التمييز ضد المرأة (CEDAW)                              |
| صدق عليه في عام 2004  | البروتوكول 13 (ECHR)                                                         | صدق عليه في عام 2002  | البروتوكول الاختياري (CEDAW)                                                         |
| صدق عليه في عام 1965  | الميثاق الاجتماعي الأوروبي (ESC)                                             | صدق عليها في عام 1990 | اتفاقية الأمم المتحدة لمناهضة التعذيب (CAT)                                          |
| وقع في عام 1988       | البروتوكول الإضافي لعام 1988 (ESC)                                           | صدق عليه في عام 2008  | البروتوكول الاختياري (CAT)                                                           |
| لم يُوقع               | البروتوكول الإضافي لعام 1995 (ESC)                                           | صدق عليها في عام 1992 | اتفاقية حقوق الطفل                                                                   |
| وقع في 2007           | الميثاق الاجتماعي الأوروبي المعدل                                            | صدق عليه في عام 2004  | البروتوكول الاختياري بشأن إشراك الأطفال في النزاعات المسلحة (CRC)                    |
| صدق عليها في عام 1990 | الاتفاقية الأوروبية لمنع التعذيب والمعاملة والعقوبات اللا إنسانية أو المُهينة | صدق عليه في عام 2009  | البروتوكول الاختياري بشأن بيع الأطفال واستغلالهم في البغاء وفي المواد الإباحية (CRC) |
| صدق عليه في عام 1998  | الميثاق الأوروبي للغات الإقليمية أو لغات الأقليات                            | لم تُوقّع               | اتفاقية حماية حقوق جميع العمال المهاجرين وأفراد أسرهم                                |
| صدق عليها في عام 1997 | الاتفاقية الإطارية لحماية الأقليات القومية                                   | صدق عليها في عام 2009 | اتفاقية حقوق الأشخاص ذوي الإعاقة (CRPD)                                              |
| وقعت في عام 2005      | اتفاقية مكافحة الإتجار بالبشر                                                | صدق عليه في عام 2009  | البروتوكول الاختياري (CRPD)                                                          |
| وقع في عام 2003       | صك الأمم المتحدة متعدد الأطراف لمكافحة الفساد                                | وقعت في عام 2014      | اتفاقية الأمم المتحدة لمكافحة الفساد                                                 |

## التقارير
انتقدت تقارير منظمة العفو الدولية في عامي 2005 و2006 بعض حالات الوحشية عند الشرطة، إضافة إلى سوء معاملة اللاجئين والهجمات العنصرية، مع أنها حالات نادرة جدًا وتلقى عقوبات شديدة.
في تقرير الحرية في العالم سنة 2008 الذي أصدره بيت الحرية الممول من قبل الولايات المتحدة، أعطيت ألمانيا الدرجة 1 (وهي الدرجة الأعلى) للحقوق السياسية والحريات المدنية.

## المواضيع

### الاعتقال
يجري الحبس الاحتياطي بأمر من القاضي، لا يمكن احتجاز المشتبه به أكثر من ستة أشهر دون إدانة.
ألغيت عقوبة الإعدام. يجوز للمحكمة أن تأمر باحتجاز شخص إلى أجل غير مسمى حتى بعد إتمام الحكم، إذا أُدين بجرائم خطيرة وشهد خبير بأنه يشكل خطرًا على العامة.
اختُطف المواطن الألماني خالد المصري من قبل وكالة المخابرات المركزية الأمريكية في عام 2005 وحُجز دون محاكمة لعدة أشهر، رغم براءته. أُبلغت المخابرات الألمانية في وقت مبكر بذلك، لكنها لم تتخذ أي إجراء، وكان هذا موضوع نقاش سياسي مكثف.

### حرية التعبير
يكفل الدستور الألماني حرية التعبير ولكن يعد تحريض الناس جريمة، ويُعرّف بأنه نشر الكراهية أو إهانة جزء من السكان. في عام 1994 أضيفت فقرة تمنع إنكار جرائم النازية علانية.

### حرية التجمع
تتطلب التجمعات العامة في الهواء الطلق إخبار السلطات المحلية مسبقًا، دون الحاجة لطلب التصاريح. لا يمكن للسلطات المحلية أن تحظر التجمعات إلا لأسباب تتعلق بالسلامة العامة أو تورط منظمات محظورة.

### حرية الصحافة
حرية الصحافة أمر راسخ في ألمانيا، يصنف مؤشر حرية الصحافة لعام 2009 الصادر عن منظمة مراسلون بلا حدود ألمانيا في المرتبة 18 من أصل 175 دولة.
أبرز حادثة تتعلق بتقييد حرية الصحافة هي فضيحة شبيغل عام 1962، عندما أمر وزير الدفاع فرانز جوزيف شتراوس بالقبض على العديد من الصحفيين بعد مقال اتهمه بتلقي الرشوة. أدت هذه الفضيحة إلى طرد شتراوس من منصبه وألحقت أضرارًا بالغة بسمعة المستشار كونراد أديناور. 

### وحشية الشرطة
نظام إنفاذ القانون في ألمانيا هو اليوم واحد من أفضل الأنظمة في العالم تنظيمًا ورقابة. وخاصة بعد التجارب التي عاشتها ألمانيا تحت الحكم النازي، يراعي الشعب الألماني والسياسة الألمانية قوة الشرطة وعملها. يخضع استخدام الأسلحة النارية في ألمانيا -حتى من قبل رجال الشرطة- إلى تنظيم صارم، وحالات إطلاق النار سنويًا قليلة جدًا مقارنة بالدول الأخرى.

### التعذيب
لا توجد تقارير عن وجود تعذيب منهجي في ألمانيا ولكن هناك بعض الحوادث المتعلقة بالتعذيب.
في عام 2002 أمر نائب رئيس شرطة فرانكفورت فولفغانغ داشنر ضابطًا مرؤوسًا بتهديد شخص مشتبه بقيامه بالاختطاف واستخدام القوة للحصول على معلومات حول مكان وجود المختطف، قُتل الطفل المختطف بعد وقت قصير من الاختطاف، لكن المشتبه به أخبر الشرطة أن الطفل لا يزال على قيد الحياة، وقرر داشنر خرق القانون لإنقاذ حياة الطفل. وكتب داشنر بنفسه مذكرة رسمية حول أفعاله، أثار هذا جدلًا عاطفيًا حول مشروعية هذه التدابير. أُدين داشنر بأقل عقوبة ممكنة (غرامة) وبقي ونائبه في الخدمة.
في محاكمة ضد المشتبه بتورطه في الإرهاب منير المتصدق، استخدمت المحكمة الألمانية الأدلة التي قدمتها سلطات الولايات المتحدة على الرغم من الأدلة الواسعة عن انتشار التعذيب في معسكرات الاعتقال الأمريكية. رُفضت الإدانة في الاستئناف بسبب عدم وجود أدلة. حكم على المشتبه في يناير 2007 بالسجن 15 سنة.

### المراقبة
تخضع العديد من الأحزاب كالحزب الوطني الديمقراطي الألماني اليميني، والبرنامج الشيوعي للحزب اليساري، للمراقبة من قبل المكتب الفيدرالي لحماية الدستور. انتُقد استخدام مخبري الشرطة في بعض الأحيان باعتباره مفرطًا. كانت هناك حركة لاعتبار الحزب الوطني الديمقراطي غير شرعي إلا أنها توقفت، بعد أن تبين أن الكثير من أفعال الحزب خاضعة لتحكم المكتب الفيدرالي لحماية الدستور. إضافة إلى الأحزاب وضعت الحكومة الألمانية الكنيسة العلموية (السيانتولوجية) وأفرادها في ألمانيا تحت المراقبة من قبل المكتب الفيدرالي منذ عام 1997 بسبب هدفها المزعوم بإلغاء النظام المبني على الدستور الألماني.